# Avies
Pour les articles homonymes, voir AIA.

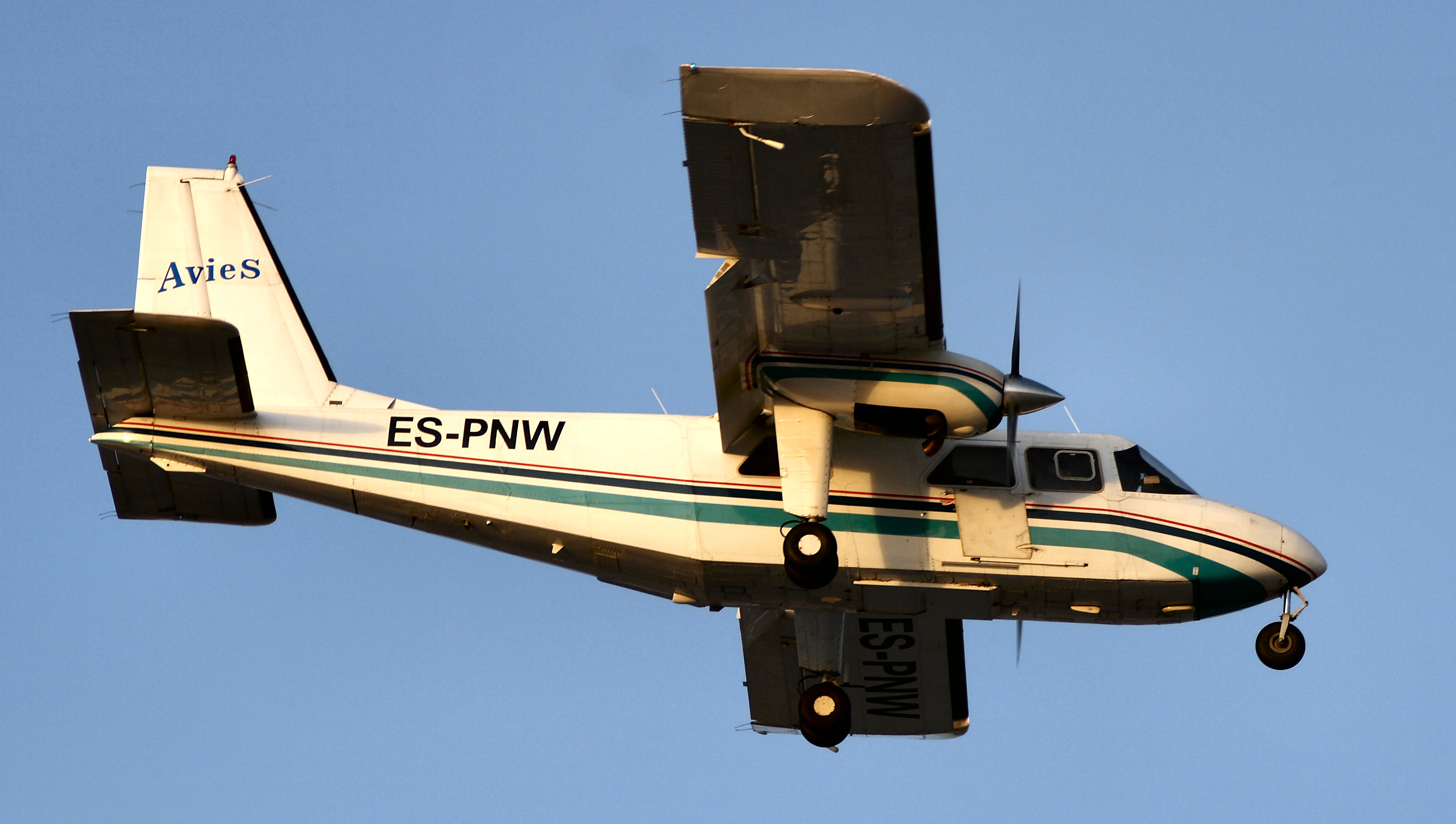
Avies BN-2T

Avies (code AITA : U3 ; code OACI : AIA) est une petite compagnie aérienne régionale estonienne, basée à Kuressaare.

## Historique
Elle a été fondée en même temps que l'indépendance acquise à nouveau de l'Estonie, le 11 novembre 1991.[réf. nécessaire]
Avies assurait principalement des liaisons intérieures en Estonie, notamment entre Tallinn, Kuressaare et Kärdla, ainsi que des vols internationaux vers Stockholm. En 2015, elle avait transporté environ 12 000 passagers sur la liaison Tallinn-Kuressaare, avec un pic d'environ 1 300 passagers mensuels durant l'été.
Sa flotte était composée de[réf. nécessaire] :
- Learjet 60 (7 places)
- Learjet 55 (7 places)
- Jetstream 31 (18 places)
- Let 410 UVP (15 places)

## Suspension et faillite
Le 26 juin 2015, le tribunal de comté de Harju a déclaré Avies en faillite. Malgré un plan de restructuration initialement approuvé par les créanciers, les difficultés financières de l'entreprise, dont des dettes s'élevant à 8,3 millions d'euros en juillet 2015, ont persisté.
Le 1er avril 2016, l'Administration estonienne de l'aviation civile (ECAA) a suspendu le certificat de transporteur aérien d'Avies, en raison du non-respect partiel des normes de sécurité aérienne. Cette suspension, valable pour six mois, a entraîné l'arrêt immédiat de tous les vols commerciaux de la compagnie. Avies a contesté la décision, affirmant avoir soumis les documents requis une semaine auparavant, mais les autorités ont maintenu leur position, invoquant le non-respect des mesures convenues lors des contrôles.

### Tentatives de relance et cessation définitive
Début 2017, le PDG a annoncé que la compagnie travaillait à sa relance, avec l'intention de se concentrer sur les vols d'affaires et les vols charter. Cependant, le 2 mars 2017, l'ECAA a de nouveau suspendu le certificat d'Avies, faute de conformité aux exigences réglementaires. Le ministère de l'Économie et des Communications a officialisé la suspension de la licence d'exploitation début avril 2017.
Depuis, toutes les opérations de vol ont cessé, et aucun redémarrage des activités n'a eu lieu.